# Авиамоторный научно-технический комплекс «Союз»
Авиамоторный научно-технический комплекс «Союз» (ОАО АМНТК «Союз») — ведущее российские предприятие по разработке и сопровождению двигателей для самолётов, вертолётов и ракет, а также новейших газотурбинных энергетических установок.

## История
Изначально создан в 1942 году на базе завода № 478 как Инструментальный завод № 8 Треста «Оргавиапром» 6-го Главного управления Наркомата авиационной промышленности (приказ Наркомавиапрома от 18.02.1942 года)
Во время Великой Отечественной войны был преобразован в Государственный союзный опытный завод № 300 постановлением ГКО СССР (от 18 февраля 1943 года) и приказом Наркомавиапрома (от 25 февраля 1943 года). Основатель и первый руководитель завода, Александр Микулин, смог тогда убедить высшее руководство в необходимости создания первого в стране опытного авиационного завода для обеспечения опытных конструкторских и экспериментальных работ по созданию авиационных двигателей.
С 1964 года на базе завода № 300, ОКБ-500 и ОКБ-300 был организован Государственный союзный объединённый опытный завод № 300.
В августе 1964 года при заводе было создано ОКБ-300 на базе его конструкторских групп с испытательной базой «Фаустово» и филиалов заводов № 1 и 2.
1 января 1967 года завод № 300 переименован в Московский машиностроительный завод «Союз».
13 октября 1981 года Приказом МАП СССР преобразован в Московское научно-производственное объединение «Союз».
В 1993 году МНПО Союз преобразовано в ОАО АМНТК «Союз».
С 2019 года опытные экспериментальные образцы газотурбинных двигателей ОАО "АМНТК «Союз» мощностью 0,3, 0,5 и 0,7 МВт производятся на партнерском предприятии ОАО «БЛМЗ».
В 2021 году возобновлена работа над обновлением системы вертикального взлёта и посадки с использованием новых технологий и разработок.
В июле 2021 года на Международном авиационно-космическом салоне МАКС-2021 состоялась презентация технического облика модельного ряда двигателей для сверхзвукового пассажирского самолета на базе уже существующего двигателя для легкого и среднего типа самолета.

## Руководство
Генеральный директор — Критский Василий Юрьевич
Начальник ОКБ — Казанов Аркадий Валентинович

## Изделия предприятия
|  | - АМ-3 для самолётов Ту-16, М-4, Ту-104. Это был самый мощный в мире для своего времени турбореактивный двигатель в классе тяги 8700 кгс. Проектирование начато в 1949 г. В 1952 г. пройдены ГСИ с запуском в крупносерийное производство.                                                                                          |
|  | - АМ-5 для самолётов Як-25. Двигатель класса тяги 2000 кгс. Завершил ГСИ в 1953 г. и передан в серийное производство. Отличался от отечественных и за рубежных ТРД самой низкой, более чем в полтора раза, удельной массой (0,22 кг/кГс).                                                                                           |
|  | - РД-9Б (АМ-9) для МиГ-19. Двигатель с форсажной камерой. Класс тяги 3300 кгс. На двигателе впервые в отечественной практике установлена первая сверх- звуковая ступень компрессора и применен топливно-масляный агрегат. |
|  | - Р-11Ф-300 (АМ-11) для Миг-21. Первый отечественный двухвальный двигатель. Класс тяги 5000 кгс. На двигателе применены: шестиступенчатый компрессор, трубчато-кольцевая камера сгорания, двухступенчатая турбина и форсажная камера с всережимным реактивным соплом.                                                               |
|  | - Р-13-300 для самолётов МиГ-21, Су-15. |
|  | - КР7-300. Первый в стране краткоресурсный двигатель для сверхзвуковых БЛА одноразового применения. Класс тяги 2200 кгс. Прошел ГСИ в 1962 г. Серийное производство началось в 1962 г. |
|  | - Р15Б-300 для МиГ-25. Двигатель с форсажом и регулируемым соплом для самолетов с высокими сверхзвуковыми ско-ростями (до 3000 км/ч) и большими высотами (более 20 км). Класс тяги — 11200 кгс. |
|  | - Р25-300 устанавливался на истребителе МиГ-21бис. Первый отечественный двухвальный двигатель. Класс тяги 5000 кгс. На двигателе применены: шестиступенчатый компрессор, трубчато-кольцевая камера сгорания, двухступенчатая турбина и форсажная камера с всережимным реактивным соплом.                                            |
|  | - Р27-300 для самолёта Як-36М; Р27В-300 — первый отечественный подъемно-маршевый ТРД для первого отечественного СВВП Як-38, класс тяги 6800 кгс. |
|  | - Р-28-300 для самолёта Як-38М |
|  | - ТВ-O-100 — малогабаритный модульный турбовальный/турбовинтовой двигатель. Разработан в 1982—1991-х годах совместно с Омским Моторостроительным Конструкторским Бюро для установки на многоцелевой вертолёт Ка-126. Класс тяги 700 л. с.                                                                                           |
|  | - Р29-300 для истребителя МиГ-23М, истребителей-бомбардировщиков МиГ-23Б, МиГ-23БН, МиГ-27 и на семейства Су-17/Су-22. Турбореактивный двигатель с форсажной камерой. |
|  | - Р35-300 на истребители МиГ-23МЛ, МиГ-23МЛА и МиГ-23МЛД. |
|  | - РУ-19-300 — дешевый и надежный двигатель для установки на учебно-тренировочном и спортивном самолетах Як-30 и Як-32. Класс тяги 900 кгс. |
|  | - Р95-300, Р95ТП-300 — турбореактивные двухконтурные одновальные двигатели. Производство «Мотор Сич» г. Запорожье. Класс тяги 360 кгс. Предназначены для дозвуковых крылатых ракет ОАО "ГосМКБ «Радуга». |
|  | - 79В-300 — первый в мире подъемно-маршевый двигатель с форсажной камерой для сверхзвукового самолета с вертикальным взлетом и посадкой Як-141. Класс тяги 15700 кгc. |
|  | - Р179-300 — на базе двигателя Р79В-300. Класс тяги 19800 кгс. Надежность двигателя объективно обеспечивается использованием турбокомпрессора двигателя Р79В-300 (с некоторым усилением), имеющего наработку 4000 ч (из них 500 — летных), а также невысоким уровнем температуры газа перед турбиной высокого давления (до 1730 К). |
|  | - РД-1700 для МиГ-АТ |
|  | - РУ-19-300 |
|  | - ТВ-O-100 — малогабаритный модульный турбовальный/турбовинтовой двигатель. Разработан в 1982—1991-х с годах совместно с Омским Моторостроительным Конструкторским Бюро для установки на многоцелевой вертолёт Ка-126. Класс 700 л. с.                                                                                              |
|  | - ТВ-128-300 новый турбовинтовой двигатель. Двигатель предполагается устанавливать на новые легкие и коммерческие самолеты с толкающим двигателем. |
|  | - Р579СПС-300 — турбореактивный двухконтурный одновальный двигатель. Класс тяги 12300 кгс. Предназначен для сверхзвуковых гражданских лайнеров. |
|  | - Р201-300 — двигатель крылатой ракеты Х-22 - ТРДД-50 — двигатель крылатой ракеты Калибр |

## Санкции
1 июля 2023 года, на фоне вторжения России на Украину, ОАО АМНТК «Союз» включена в санкционный список Украины так как «продукция компании интегрирована в цепь производства товаров и услуг военного и/или двойного назначения для нужд силовых структур государства-агрессора».
14 сентября 2023 года, в ответ на российское нападение на Украину, предприятие включено в блокирующий санкционный список США против промышленной базы, связанной с военными структурами как предприятие занимающееся военно-космической промышленностью России, в том числе созданием двигателей для крылатых ракет и военно-транспортных самолетов. Также под американские санкции попал генеральный конструктор АМНТК «Союз» Окроян Мкртич Окроевич и его супруга Бабан Алла Фёдоровна, а также брат и дети, которые входят в совет директоров ОАО АМНТК «Союз».

## Факты
- На самолётах с двигателями произведенными АМНТК «Союз» было установлено свыше 100 мировых рекордов высоты полёта и скороподъёмности[16];
- На предприятии было разработано более 75 % авиационных двигателей, производившихся в России и СССР[17];
- На предприятии было создано 18 базовых двигателей и 44 модификации газотурбинных двигателей[18];
- По разработкам АМНТК «Союз» было выпущено более 340 тысяч турбореактивных двигателей[18].

## Награды
За научно-техническую и трудовую деятельность коллектив АМНТК «Союз» награждён орденами Ленина и Трудового Красного Знамени.

## Руководители
- 18.02.1943 года — основание предприятия под руководством А. А. Микулина.
- с 1955 года — С. К. Туманский, руководитель
- с 1973 года — О. Н. Фаворский, руководитель
- с 1987 года — В. К. Кобченко[19], руководитель
- с 2001 года — М. О. Окроян[20], генеральный директор
- с 2005 года — Н. Н. Яковлев, генеральный директор
- с 2008 года — Л. Н. Шведов, генеральный директор
- с 2010 года — А. Н. Наумов, генеральный директор
- с 2014 года — М. А. Еленевский, генеральный директор
- с 2020 года — В. Ю. Критский, генеральный директор; М. О. Окроян, генеральный конструктор